# Rugby Europe
Rugby Europe è l’organismo di governo del rugby a 15 in Europa.
Nato nel 1934 a Parigi con il nome di Fédération Internationale de Rugby Amateur (FIRA o F.I.R.A.) quale organismo alternativo all’International Rugby Football Board per iniziativa, tra le altre, delle federazioni rugbistiche di Francia, Germania e Italia, essa organizzò con tale denominazione un proprio campionato — di fatto un torneo europeo — che si tenne fino al 1997.
Nonostante il suo carattere fondamentalmente eurocentrico (le sue competizioni riguardarono l’Europa continentale e il bacino del Mediterraneo con la presenza più o meno assidua di affiliate dall'Africa come Tunisia e Marocco), a metà anni novanta, nel suo periodo di massima espansione, rappresentava virtualmente tutti e cinque i continenti, avendo a tale data tra i suoi sessanta associati, per esempio, le federazioni di Stati Uniti, Argentina, Cina e financo Samoa.
Nel 1999, con l’ammissione della quasi totalità dei propri affiliati nell’International Rugby Board e il distacco di quelli non europei per assorbimento nelle varie associazioni continentali via via formatesi, la FIRA si trasformò da confederazione alternativa all’IRB a ramo europeo della stessa con il nome di FIRA – Associazione Europea di Rugby o FIRA-AER e, in tale nuova veste, assunse l’organizzazione di tutti i campionati europei propriamente detti per tutte le categorie rugbistiche (maschili, femminili, giovanili, a XV e a VII), per poi cambiare nel 2014 il proprio nome in quello attuale di Rugby Europe.
Al 2024 le federazioni su cui ha giurisdizione sono 45, 43 delle quali nel continente più Azerbaigian e Israele, e organizza a livello seniores il campionato europeo maschile e quello femminile, entrambi per le squadre nazionali che non disputino le due classi di competizione del Sei Nazioni.
La sua sede è a Parigi, in Francia, e il suo presidente è, dal novembre 2024, l'olandese Janhein Pieterse.

## Storia

### Le origini
All’alba degli anni trenta del XX secolo le federazioni fondatrici dell’International Rugby Football Union (odierna World Rugby), Inghilterra, Galles, Scozia e Irlanda, non avevano alcuna competizione strutturata di club laddove invece la Francia (dalla fine del XIX secolo), l’Italia (dal 1929) e persino la Romania (dal 1913) organizzavano un proprio campionato nazionale su base annuale e a svolgimento regolare; le stesse Francia e Romania, nonché gli Stati Uniti, avevano presentato una selezione nazionale ufficiale al torneo rugbistico olimpico di Parigi del 1924.
La visione del rugby nelle isole britanniche era ben riassunta, in quel periodo, da una dichiarazione delle quattro Home union secondo cui «la vera base del gioco nei nostri Paesi è la disputa di incontri amichevoli tra i club».

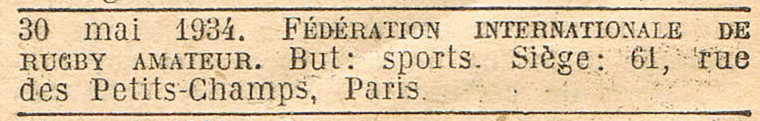
La dichiarazione d'associazione sulla gazzetta ufficiale francese del 10 giugno 1934

La stessa Francia, inoltre, era stata rimossa nel 1931 dal Cinque Nazioni (torneo nato nel 1883 come Home Championship tra le quattro Union britanniche) con accuse di favoreggiamento del professionismo nonché indisciplina e gioco violento e la federazione internazionale aveva posto un veto di fatto alla ripresa di qualsiasi torneo a livello olimpico, rendendo quindi la citata edizione del 1924 l’ultima, per i 92 anni a seguire, a ospitare incontri di rugby; nel 1932, di conseguenza, la Francia iniziò una serie di colloqui con le altre federazioni continentali allo scopo di creare un contraltare alla confederazione di stampo anglosassone che governava il rugby a 15 a livello mondiale ma che contava come membri effettivi soltanto le quattro federazioni britanniche più Australia, Nuova Zelanda e Sudafrica; il 2 gennaio 1934 si giunse a Parigi a un preaccordo di costituzione sul cui statuto l’Italia si oppose in quanto da essa ritenuto troppo svantaggioso nei propri confronti, e sulla cui discussione ottenne un rinvio; la riunione definitiva fu il 24 marzo successivo ad Hannover, in Germania, alla presenza dei rappresentanti di 9 federazioni (Francia, Germania e Italia davanti a tutti e, a seguire, Belgio, Catalogna, Spagna, Paesi Bassi, Portogallo e Romania), che approvarono lo statuto di quella che fu battezzata Fédération Internationale de Rugby Amateur (Federazione Internazionale di Rugby Amatori, secondo la stampa italiana dell’epoca); Cecoslovacchia, Svezia e Svizzera, pur non firmatarie direttamente, furono presenti con una lettera di approvazione inviata ai delegati presenti.
Il primo presidente fu il capo della federazione francese Roger Dantou; vicepresidenti furono il suo omologo tedesco Hermann Maister e il dirigente sportivo italiano Theo Rossi di Montelera; il giorno seguente, per celebrare la nascita del nuovo organismo, si tenne nel locale stadio Hindenburg (oggi Eilenriedestadion) un’amichevole tra Germania e Francia vinta da quest’ultima.
Il successivo 30 maggio (con pubblicazione il 10 giugno sulla gazzetta ufficiale francese), infine, la FIRA fu ufficialmente registrata a Parigi, città in cui da allora ha sede legale.
Tra i primi atti della neocostituita confederazione vi fu il varo di un torneo internazionale, chiamato Trofeo FIRA o anche Trofeo delle quattro nazioni dal numero delle partecipanti alla sua prima edizione, che si tenne presso lo Sportplatz Grunewald di Berlino nel maggio 1936 a due mesi dall’inizio delle undicesime Olimpiadi.
Lo scopo neppure troppo nascosto di tale torneo era quello di dimostrare al Comitato Olimpico Internazionale che il rugby poteva essere riammesso ai Giochi e, in effetti, la competizione, cui comunque non fu conferito neppure lo status di evento dimostrativo, ebbe un’affluenza di circa tre-quattromila spettatori a partita e mostrò un buon livello di rugby: strutturato a quadrangolare con il sistema della final four, vide in semifinale la Romania opposta alla Francia e la Germania all’Italia; in finale la Francia batté i padroni di casa tedeschi e l’Italia conquistò il terzo posto battendo la Romania nell’incontro di consolazione; l’anno successivo la competizione si trasferì a Parigi in occasione dell’Esposizione universale: alle quattro squadre di prima si aggiunsero Belgio e Paesi Bassi, anche se poi in semifinale si ripresentarono, con gli stessi accoppiamenti, le quattro di Berlino con la differenza che in tale occasione fu l’Italia a vincere la propria semifinale e ad affrontare per il titolo la Francia che si impose nettamente al Parco dei Principi.
Il trofeo del 1938, l’ultimo prima della guerra, fu disputato solo da Francia, Germania e Romania in casa di quest’ultima a Bucarest e fu vinto dai francesi per la terza volta; fu di fatto l’ultimo atto della FIRA per circa un decennio a causa dell’insorgere della seconda guerra mondiale nel 1939.

### Il dopoguerra

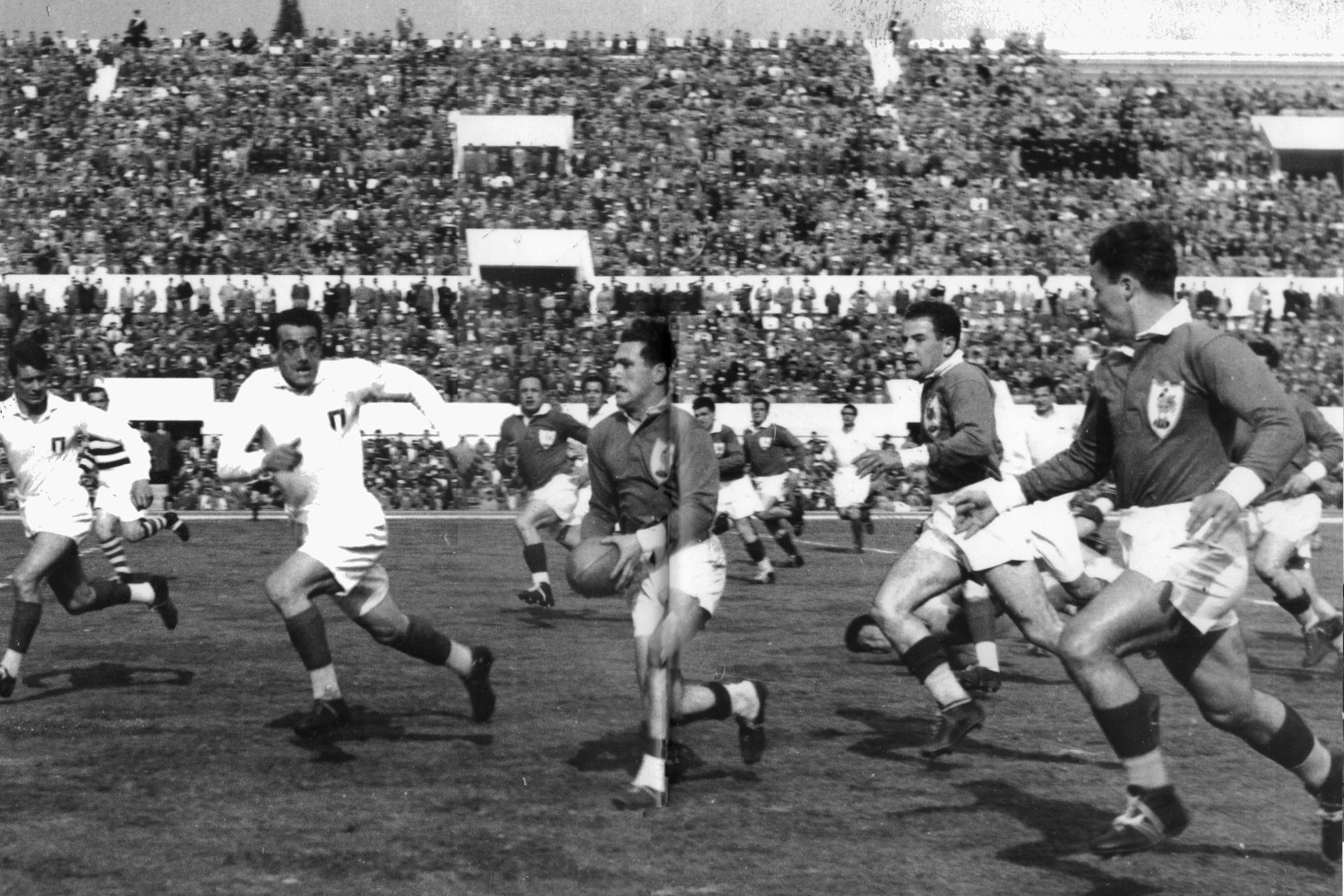
Una fase della finale tra e della Coppa Europa 1954 a Roma

Nel 1948 l’attività ufficiale della FIRA riprese con il congresso tenutosi a febbraio a Milano che, oltre a sancire la ricostituzione dell’organizzazione, decretò il rientro della Cecoslovacchia, che era stata smembrata dalla Germania nazista nel 1939 e cancellata dalle affiliate.
Proprio la Cecoslovacchia aveva disputato il primo incontro ufficiale del secondo dopoguerra in Europa continentale, una vittoria in casa dei Paesi Bassi per 14-8 un anno e mezzo prima del meeting di Milano.
Con la divisione dell’Europa in blocchi d’influenza angloamericana a ovest e sovietica a est, fu la FIRA a fare da ponte tra i due lati della Cortina di ferro, accogliendo negli anni cinquanta le affiliazioni di Repubblica Democratica Tedesca (1956) e Polonia (1957).
Nel congresso a Barcellona del 1951 la FIRA aveva stabilito di ripristinare il proprio torneo, chiamato Coppa Europa, che riprese nel 1952 con la fase finale in Italia e vittoria della Francia a Milano sugli Azzurri; ancora l’Italia ospitò la fase finale, due anni più tardi, che vide la stessa gara per il titolo con analogo esito e quinto titolo consecutivo della Francia, dopodiché per circa un decennio la FIRA non organizzò tornei per squadre nazionali maggiori.
Ancora nel 1956 entrò il Marocco, prima federazione extraeuropea ad aderire al consesso che si vedeva mondiale e non solo continentale, mentre il 1958 fu l'anno del ritorno della Svezia e, nel 1963, nacque la commissione tecnica; nel 1964 la Jugoslavia entrò nel novero delle affiliate, mentre già dal 1961 era in corso di svolgimento una competizione di club tra le squadre campioni dei Paesi affiliati, la Coppa dei Campioni d'Europa FIRA, cui presero parte club da Italia, Francia, Germania, Romania, Marocco, Belgio, Paesi Bassi, Spagna e Portogallo.

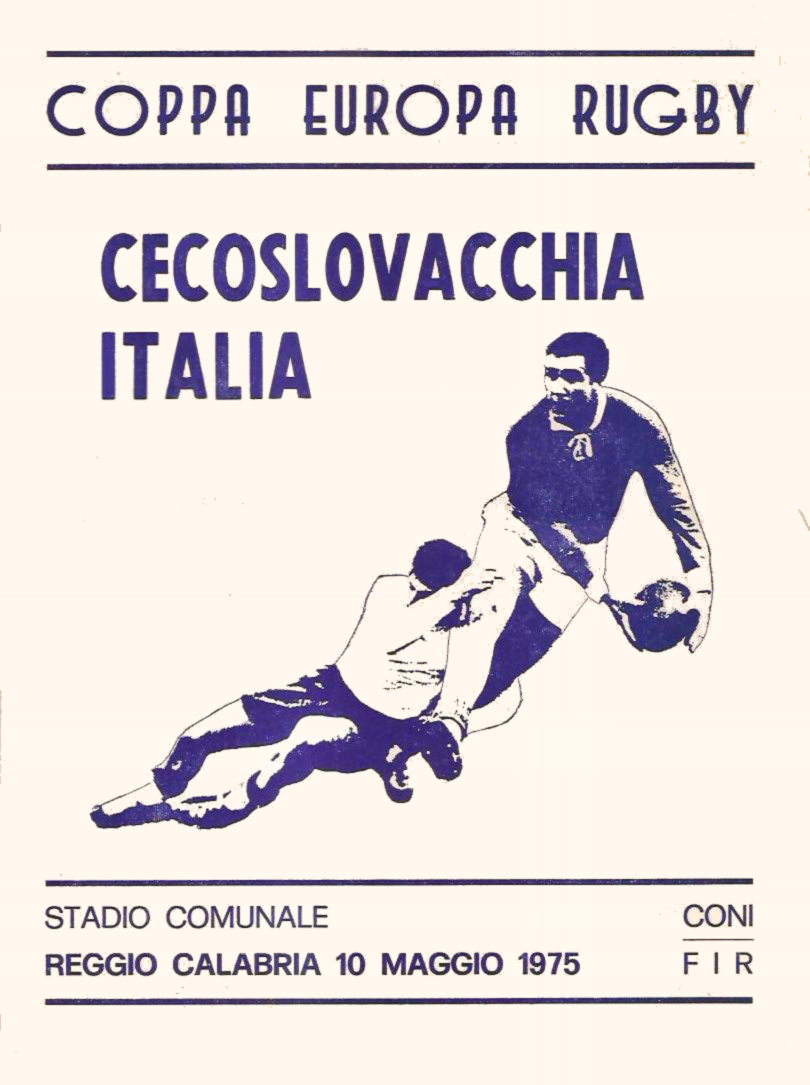
Locandina di — nella Coppa FIRA 1974-75

Il campionato, una Champions Cup ante litteram senza la presenza dei club britannico-irlandesi, fu soppresso dopo sole tre edizioni, ma nel frattempo era ripresa l’attività per squadre nazionali con la Coppa delle Nazioni (1965), così rinominata per non usare un nome che limitasse l’ambito geografico alla sola Europa, dal momento che dal 1966 anche il Marocco vi prese parte.
Nel decennio a seguire la FIRA aumentò la partecipazione, soprattutto dell’Est europeo, con le affiliazioni di Bulgaria nel 1967 e dell’Unione Sovietica nel 1975, federazione questa la cui rappresentativa si rivelò molto competitiva a livello continentale riportando, nei quindici anni che la separarono dallo scioglimento nazionale, un primo, tre secondi e tre terzi posti.
Tra il 1974 e il 1975 vi furono le adesioni di Lussemburgo e Svizzera e a seguire ancora Africa con l’ingresso della Tunisia.
Nel frattempo, già dal 1973 il torneo continentale era stato ribattezzato Coppa FIRA, nome tenuto per 17 edizioni e 24 anni e in retrospettiva la formula più stabile e duratura della competizione.
Tra il 1978 e il 1996, all’alba del professionismo nel rugby a 15, la FIRA divenne anche di fatto, e non solo formalmente, un'associazione mondiale: oltre a invitare nelle proprie commissioni esperti provenienti da federazioni non associate, divennero membri della FIRA Andorra (1986), Paraguay e Cile (1987), che allargarono i confini della confederazione al Sudamerica, Samoa Occidentali ancora nel 1987 con sbarco in Oceania; Cina e Hong Kong in Asia e ancora per il Sudamerica Argentina come membro osservatore (poi membro effettivo dal 1996); giunse alfine il Nordamerica con gli Stati Uniti nel 1988, poi il Brasile nel 1991; nel 1992, con lo scioglimento dell'Unione Sovietica e della Jugoslavia giunsero nuove richieste d’iscrizioni: mentre Russia e Serbia-Montenegro (e a seguire solo Serbia) raccolsero l’eredità sportiva dei Paesi smembrati, giunsero nuove federazioni come Bosnia ed Erzegovina, Georgia, Croazia, e la FIRA ebbe un proprio membro come rappresentante in seno all’International Rugby Board.
Nel 1995 la FIRA organizzò anche il primo campionato europeo femminile, che si tenne in Italia e fu vinto dalla Spagna.
Al termine della stagione 1995-96, la prima in cui il professionismo fu ammesso, la FIRA copriva ormai tutti e cinque i continenti e vantava più federazioni associate dell'International Rugby Board, raggruppando sessanta Paesi membri.

### L′epoca del professionismo e la regionalizzazione

Il logo storico della FIRA adottato fino al 1999

Ad agosto 1995 l′International Rugby Board aprì la disciplina al professionismo; contemporaneamente la FIRA attraversò un periodo di ristrutturazione organizzativa sotto la presidenza di Albert Ferrasse, che lasciò nel 1997 al suo successore Jean-Claude Baqué un consiglio direttivo in cui la Francia non aveva più undici rappresentanti ma sei come tutti gli altri membri a pieno titolo e una più generale democratizzazione dei processi interni, recependo le indicazioni generali dell′IRB che aveva, a sua volta, accolto negli ultimi anni molte federazioni FIRA nei suoi ranghi, a iniziare dalla stessa Francia nel 1978, Italia, Argentina e Stati Uniti nel 1987, etc.

Il logo della FIRA – AER tra il 2011 e il 2014

A rinforzare la collaborazione tra IRB e FIRA anche la delega a quest′ultima dell′organizzazione delle qualificazioni europee alla Coppa del Mondo; nel 1997 la FIRA si trovò a gestire un campionato europeo che di fatto non interessava più alle sue due maggiori partecipanti, Francia e Italia, la prima perché gli impegni professionistici non collimavano più con le esigenze di sviluppo portate avanti dalla FIRA e la seconda perché interessata a guadagnare l′accesso al Cinque Nazioni ed entrare nell′élite delle sei squadre migliori d′Europa insieme alle quattro union britanniche e alla Francia.
Il 22 marzo 1997 si tenne la finale della penultima edizione del torneo FIRA così come conosciuto fino ad allora, a un anno di distanza dalla fine della sua fase a gironi e perfino dopo lo svolgimento dell′edizione successiva che così risulta l′ultima in ordine di organizzazione ma non cronologico: a Grenoble l′Italia batté la Francia 40-32 e oltre a vincere il primo campionato FIRA della sua storia convinse il comitato organizzatore del Cinque Nazioni ad ammetterla nelle sue file e a trasformarlo, dal 2000, in Sei Nazioni.

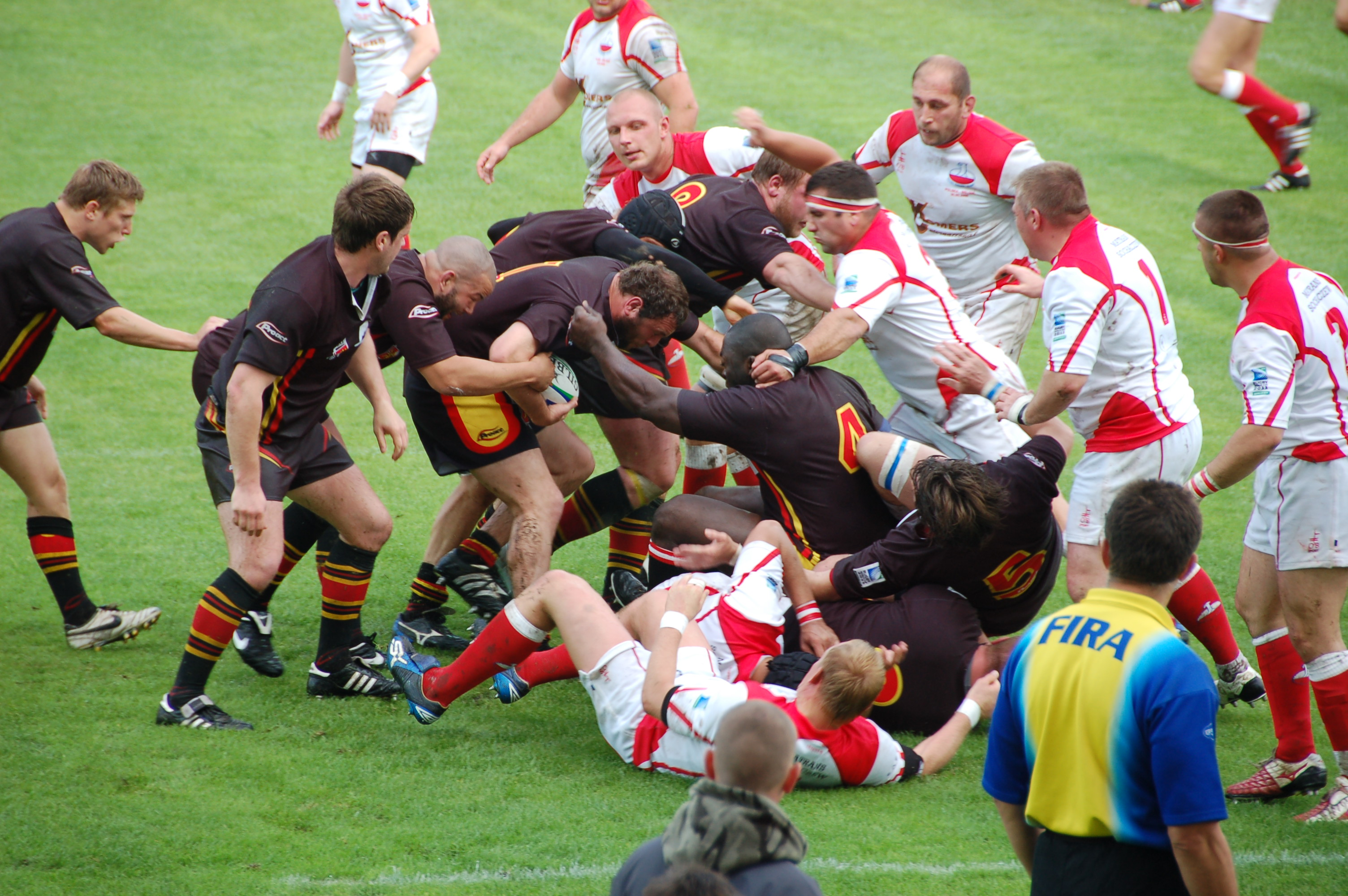
–, campionato europeo 2008-10

Già dalla metà degli ani novanta gli accordi tra IRB e FIRA avevano portato a un ridimensionamento de facto delle competenze di quest'ultima, non essendo possibile la convivenza delle due organizzazioni a livello mondiale; nel congresso di Biarritz del 1999, inevitabilmente, la FIRA sancì anche a livello ufficiale l'integrazione con l′IRB con la contestuale trasformazione da organizzazione indipendente e alternativa al Board a confederazione a esso affiliata con giurisdizione sul continente europeo; il nuovo soggetto conservò l′acronimo FIRA nel nome e assunse la denominazione ufficiale, in francese, di FIRA – Association Européenne de Rugby (Associazione Europea di Rugby) o FIRA-AER: venticinque federazioni extraeuropee furono disaffiliate e indirizzate alle rispettive confederazioni continentali nel frattempo sorte; contemporaneamente aderirono al nuovo organismo così formato le federazioni di Galles e dell′Irlanda.
Nel 2000 la FIRA-AER riformò il proprio torneo maggiore e varò la European Nations Cup (Coppa delle Nazioni Europee), torneo che anche ufficialmente poté definirsi un campionato europeo, aperto a tutte le federazioni del continente a parte quelle impegnate nel Sei Nazioni, mentre invece il torneo europeo femminile continuò a ospitare le rappresentative anche di tali Paesi.

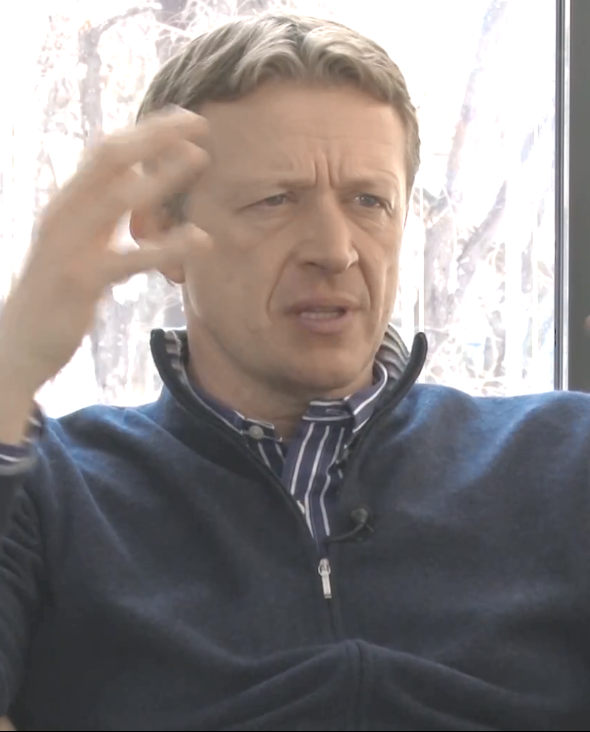
Octavian Morariu, dal 2013 al 2024 presidente di Rugby Europe

La politica di inclusionismo fu completata da Baqué che nell′assemblea generale del 2004 ottenne la parità effettiva di voto per ogni federazione associata; tutte e 40 di esse votarono all′unanimità la sua riconferma, in tale sede, come presidente, e a livello organizzativo fu deciso di istituire un comitato direttivo con dieci vicepresidenti che rappresentassero tutta la geografia della confederazione.
Nel 2010 la FIRA-AER si trasferì da rue des Petit-Champs a rue de Liège nei locali lasciati liberi dalla federazione francese e nel 2013 Jean-Claude Baqué si dimise dal suo incarico per lasciare il posto all′elezione del rumeno Octavian Morariu, ex rugbista con un passato sportivo e professionale in Francia.
A giugno 2014 infine, pochi mesi dopo il compimento degli ottant’anni d’attività, nel corso della 92ª assemblea generale a Spalato (Croazia) la FIRA-AER cambiò nome in Rugby Europe facendo seguito al cambio di nome dell′International Rugby Board in World Rugby.
La prima competizione ufficiale organizzata con tale nuova denominazione fu un torneo di qualificazione all’European Rugby Challenge Cup per squadre italiane, rumene, georgiane, tedesche, spagnole, russe e portoghesi che garantisce due ingressi alla seconda competizione professionistica europea di club; tale competizione giunse a quasi mezzo secolo dall′unico torneo ufficiale di club organizzato sul continente in epoca dilettantistica, la citata Coppa dei Campioni d′Europa.
Eletto per un ulteriore mandato fino al 2024, Morariu non si ripresentò per un quarto e l'8 novembre 2024 la 106ª assemblea generale tenutasi a Parigi ha eletto al suo posto Janhein Pieterse, già presidente della federazione olandese.
Al 2024 Rugby Europe conta 45 affiliati.
Delle sue federazioni fondatrici, quelle di Cecoslovacchia e URSS continuano a essere rappresentate tramite le eredi dei loro titoli sportivi, rispettivamente Repubblica Ceca e Russia, mentre invece la federazione della Catalogna fu soppressa nel 1940 durante il franchismo e mai più riconosciuta come soggetto autonomo, bensì solo come emanazione regionale di quella spagnola.

## Organigramma
Il consiglio direttivo eletto l'8 novembre 2024 e in carica fino al 2028 si compone dei seguenti 14 membri (le nazionalità indicate sono quelle sportive):
Presidente
 Janhein Pieterse
Membri esecutivi
 Florent Marty
 Pavel Myšák
Consiglieri indipendenti
 Vincent Taupin (senza incarichi esecutivi)
Consiglieri eletti
 Francesca Gallina
 Većeslav Holjevac
 Marlene Lindbjerg Jakobsen
 Peter Macnaughton
 Veronika Muehlhofer
 Ricardo Nunes
 Mark Orr
 Dick Tyler
 Audry Vella
 Kārlis Vents

## Competizioni

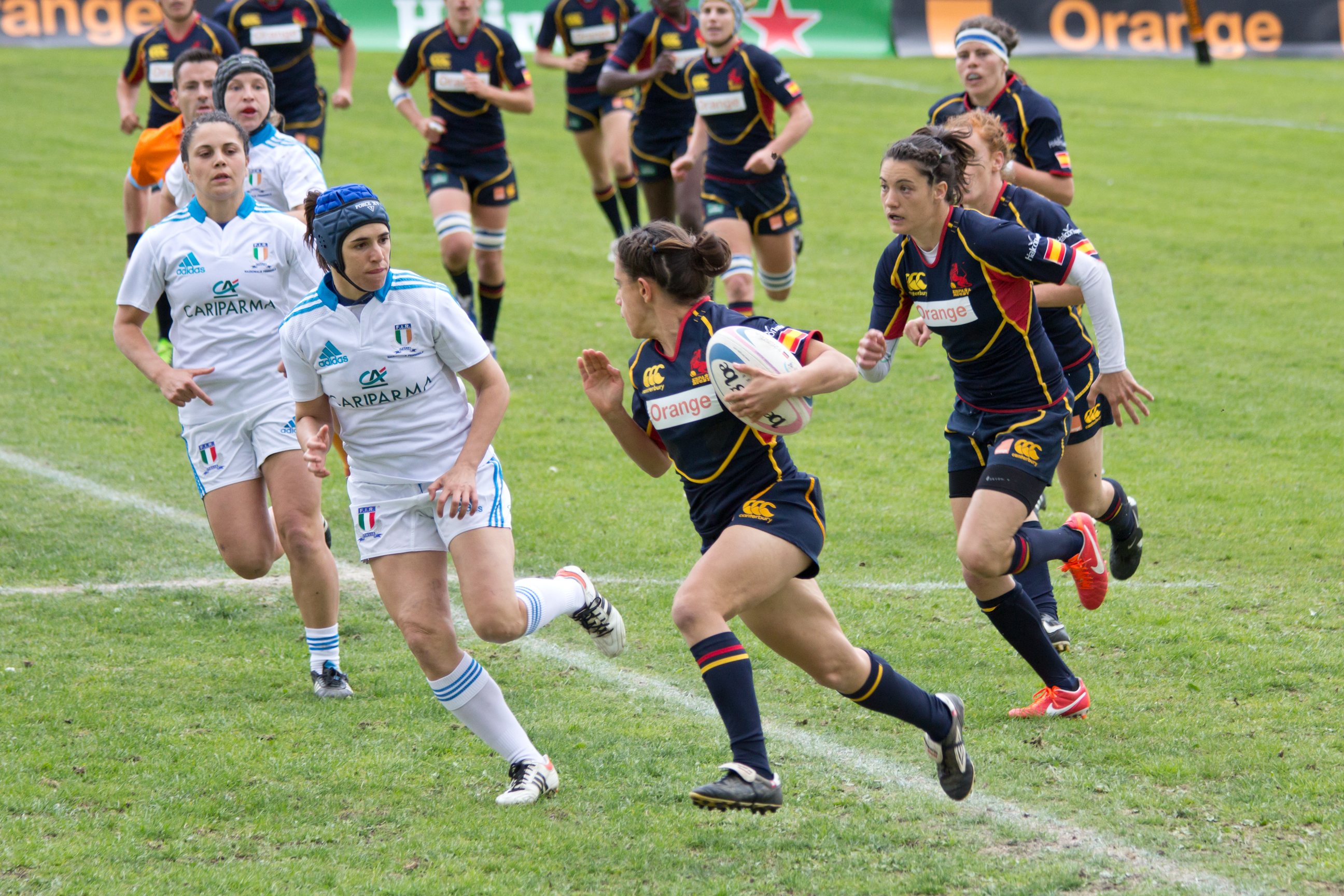
— al torneo FIRA di qualificazione alla Coppa del Mondo femminile 2014

Al 2025 Rugby Europe organizza i campionati europei seniores maschile e femminile per squadre nazionali; il campionato maschile è dal 2016 strutturato su una serie di divisioni, di merito e geografiche, con meccanismi di promozione e retrocessione tra di essi.
Il campionato europeo maschile qualifica due squadre alla Coppa del Mondo e ne invia una terza ai ripescaggi intercontinentali; quello femminile ne designa una che partecipa a un turno di spareggio contro la peggior qualificata dalla classifica aggregata dei Sei Nazioni dei due anni precedenti a quello di svolgimento della competizione mondiale.
A livello giovanile Rugby Europe organizza il campionato maschile Under-20 e quello sia maschile che femminile Under-18.
Per quanto riguarda altresì il rugby a 7, organizza il campionato europeo in entrambe le categorie seniores e Under-18 sia maschile che femminile.
In collaborazione con la Federazione Italiana Rugby e la European Professional Club Rugby, infine, organizzò dal 2014 il torneo di qualificazione per club alla European Rugby Challenge Cup, seconda competizione continentale di club per rango; tale torneo nel 2017 divenne autonomo e assunse il nome di European Rugby Continental Shield, che tuttavia durò solo tre stagioni e fu soppresso nel 2019.
Ancora in ambito di club, dal 2021 organizza la Rugby Europe Super Cup, competizione per squadre appartenenti alle federazioni di seconda fascia, strutturata in una fase a gironi e un'altra a play-off.

## Federazioni associate
Federazioni rugbistiche associate al 2021 con, tra parentesi, l'anno di affiliazione.
Alcune federazioni non presenti, come per esempio Armenia o Grecia, furono associate ma al 2020 risultano escluse o sospese per inattività o irregolarità amministrative o ancora mancato riconoscimento da parte degli organi sportivi nazionali.
Dal 13 ottobre 2021, inoltre, l'Azerbaigian è passata sotto la giurisdizione di Asia Rugby dopo affiliazione a tale organismo continentale; a far data dal 3 dicembre 2021, inoltre, l'assemblea generale di Rugby Europe ha ammesso come membro la federazione rugbistica del Kosovo.
Dal 1º marzo 2022 le federazioni di Russia e Bielorussia sono sospese a tempo indeterminato, la prima a seguito dell'aggressione militare all'Ucraina e la seconda per il suo coinvolgimento in tale operazione militare.
In grassetto le federazioni fondatrici.
In corsivo quelle associate a Rugby Europe ma non a World Rugby.
- Andorra (1986)
- Austria (1990)
- Belgio (1934)
- Bielorussia (2013)
- Bosnia ed Erzegovina (1992)
- Bulgaria (1967)
- Repubblica Ceca (1934[31])
- Cipro (2007)
- Croazia (1992)
- Danimarca (1971)
- Estonia (2010)
- Finlandia (2000)
- Francia (1934)
- Galles (1999)
- Georgia (1992)
- Germania (1934)

- Inghilterra (2002)
- Irlanda (1999)
- Islanda (2011)
- Israele (1981)
- Italia (1934)
- Kosovo (2021)
- Lettonia (1991)
- Liechtenstein (2011)
- Lituania (1992)
- Lussemburgo (1976)
- Malta (2000)
- Moldavia (1992)
- Monaco (1992)
- Montenegro (2014)
- Norvegia (1998)

- Paesi Bassi (1934)
- Polonia (1957)
- Portogallo (1934)
- Romania (1934)
- Russia (1975[32])
- San Marino (2007)
- Scozia (2002)
- Serbia (1964[33])
- Slovacchia (1994)
- Slovenia (1992)
- Spagna (1934)
- Svezia (1934)
- Svizzera (1974)
- Turchia (2013)
- Ucraina (1991)
- Ungheria (1990)

## Presidenti
- Roger Dantou (1934-1939)
- Alfred Eluèze (1948-1954)
- René Crabos (1954-1962)
- Jean Delbert (1962-1967)
- Marcel Batigne (1967-1989)
- Albert Ferrasse (1989-1997)
- Jean-Claude Baqué (1997-2013)
- Octavian Morariu (2013-2024)